# Start It Up
«Start It Up» — третій сингл з третього студійного альбому H.F.M. 2 (The Hunger for More 2) репера Ллойда Бенкса. Пісня з'явилась у мережі до свого офіційного релізу. Хоча її на той час ще не видали офіційно, їй все рівно вдалося потрапити на радіо, внаслідок чого пісня опинилася у чарті Hot R&B/Hip-Hop Songs. Бенкс розповів MTV News: «Це був один з останніх треків, який я записав для свого альбому. Спочатку були я та Fab, потім з'явився Каньє, а Swizz та Раян просто були на той час у місті». Під час інтерв'ю з Rap-Up репер пояснив, що спершу Swizz Beatz не співав приспів.

## Ремікси
Офіційний британський ремікс, записаний з участю Swizz Beatz, Каньє Веста, Раяна Леслі, Свей ДаСафо та Giggs, видали 3 грудня 2010. Офіційну розширену версію видали 7 грудня 2010 р. Вона подібна до оригінальної, але містить додатковий куплет репера Pusha T. Офіційний ремікс містить куплети Каньє, Fabolous, Young Jeezy й новий куплет Бенкса.

## Відеокліп
Інформація, що Ллойд Бенкс знявся у відео 12 листопада 2010, отримала підтвердження. Вважається, що відео може не існувати через труднощі у зібранні всіх виконавців разом.

## Чартові позиції
| Чарт (2010)                                 | Найвища позиція |
| ------------------------------------------- | --------------- |
| Deutsche Black Charts                       | 1               |
| US Billboard Bubbling Under Hot 100 Singles | 5               |
| US Billboard Hot Rap Songs                  | 20              |
| US Billboard Hot R&B/Hip-Hop Songs          | 52              |